# Liste des résolutions du Conseil de sécurité des Nations unies sur l'Albanie
Pour un article plus général, voir Liste des résolutions du Conseil de sécurité des Nations unies par pays.
Cet article dresse une liste des résolutions du Conseil de sécurité des Nations unies concernant l'Albanie .

## Albanie
L'Albanie, en forme longue la république d'Albanie, en albanais Shqipëria ou Republika e Shqipërisë [ɾɛˈpubliˌka ɛ ˌʃcipˈɾi:s] (depuis 1991)
- Résolution 12 : incidents à la frontière nord de la Grèce (adoptée le 10 décembre 1946 lors de la 82e séance).
- Résolution 15 : incidents à la frontière nord de la Grèce (adoptée le 19 décembre 1946 lors de la 87e séance).
- Résolution 17 : incidents à la frontière nord de la Grèce (adoptée le 10 février 1947 lors de la 101e séance).
- Résolution 18 : incidents survenus dans le détroit de Corfou (adoptée le 27 février 1947 lors de la 114e séance).
- Résolution 22 : incidents survenus dans le détroit de Corfou (adoptée le 9 avril 1947 lors de la 127e séance).
- Résolution 23 : incidents à la frontière nord de la Grèce (adoptée le 18 avril 1947 lors de la 131e séance).
- Résolution 28 : incidents à la frontière nord de la Grèce (adoptée le 6 août 1947 lors de la 177e séance).
- Résolution 34 : retrait de la question grecque des sujets dont le conseil de sécurité est saisi (adoptée le 15 septembre 1947 lors de la 202e séance).
- Résolution 109 : admission de l'Albanie, de la Jordanie, de l'Irlande, du Portugal, de la Hongrie, de l'Italie, de l'Autriche, de la Roumanie, de la Bulgarie, de la Finlande, de Ceylan, du Népal, de la Libye, du Cambodge, du Laos et de l'Espagne aux Nations unies (adoptée le 14 décembre 1955).
- Résolution 1101 : situation en Albanie
- Résolution 1114 : situation en Albanie